# Нарымбетов, Сатыбалды Жалелович
Сатыбалды (Сакен) Жалелович Нарымбетов (8 марта 1946, п. Ачисай, Кентау, Южно-Казахстанская область — 8 июля 2021, Алматы) — советский и казахский кинорежиссёр, кинодраматург, писатель. Заслуженный деятель Казахстана (2005). Лауреат государственный премии Республики Казахстан (1996).

## Биография
Родился 8 марта 1946 г. в поселке Ачисай Туркестанского района Чимкентской области. Происходит из рода тама племени жетыру.
Окончил сценарный факультет ВГИКа (1969); Высшие курсы сценаристов и режиссеров при Госкино СССР (мастерская народного артиста СССР Г. Данелия, 1984).
С 1973 года был членом Союза кинематографистов СССР. Был членом Союза писателей Казахстана.
Скончался 8 июля 2021 года, похоронен на кладбище Кенсай-2.

## Фильмография
Роли в кино:
- 1996—2000 Перекрёсток (сериал, Казахстан) — покупатель

Режиссер:
- 2015 Аманат (Казахстан)
- 2008 Мустафа Шокай (Россия, Казахстан)
- 2005 Степной экспресс (Казахстан)
- 2002 Молитва Лейлы | Ләйләнің зары (Казахстан)
- 1998 Омпа (Казахстан)
- 1994 Жизнеописание юного аккордеониста (Казахстан)
- 1990 Гамлет из Сузака, или Мамайя Кэро
- 1987 Зять из провинции
- 1983 Осенние извилистые дороги (к/м, диплом Высших режиссерских курсов)
- 1978 Дон Кихот моего детства

Сценарист:
- 2015 Аманат
- 2002 Молитва Лейлы (Казахстан)
- 1998 Омпа (Казахстан)
- 1994 Жизнеописание юного аккордеониста (Казахстан)
- 1993 Последние холода (Казахстан)
- 1990 Гамлет из Сузака, или Мамая Керо (книга)
- 1987 Зять из провинции
- 1983 Осенние извилистые дороги (к/м)
- 1982 Красная юрта
- 1979 Боярышник
- 1978 Дон Кихот моего детства
- 1972 Шок и Шер

## Достижения
- 1996 Приз им. Жоржа и Риты Садуль Французской Академии киноискусства (Париж, Франция)
- 1996 Гран-при МКФ «Арсенал» (Рига, Латвия)
- 1995 Специальный приз — диплом жюри МКФ (Токио, Япония)
- 1995 Специальный приз жюри за Лучшую режиссуру на 8-м МКФ (Инсбург, Австрия)
- 1995 Специальный приз жюри на 45-м Берлинском МКФ
- 1995 Специальный приз Международной конфедерации кинодеятелей Европы «За авторское кино» — МКФ «Премьерс План» (Первый Европейский фильм-фестиваль, Анже, Франция)
- 1994 Приз «За человечность и доброту» III-го Российского фестиваля «Кино-шок» (Анапа)

## Награды
- 1996 — Лауреат государственный премии Республики Казахстан
- 1996 — Орден Курмет (09.12.1996)[2]
- 1996 — Лауреат Независимой премии имени Жоржа Садуля
- 2000 — Лауреат независимой премии «Платиновый Тарлан»
- 2003 — Премия «Ника» за лучший фильм стран СНГ и Балтии
- 2005 — Присвоено почетное звание «Заслуженный деятель Казахстана»[3]
- 2016 — Медаль «25 лет независимости Республики Казахстан»[4]